# Thomas Prosser
Pour les articles homonymes, voir Prosser.
Thomas Prosser est un sauteur à ski allemand, né le 15 décembre 1960.

## Biographie
Membre du club SC Königsbronn, il représente l'Allemagne de l'Ouest.
Il fait ses débuts internationaux lors de la Tournée des quatre tremplins 1978-1979, sans obtenir de résultat significatif. Lors de l'hiver suivant, il prend part à la nouvelle Coupe du monde, marquant ses premiers points à Saint-Nizier (15e).
En décembre 1981, à Oberstdorf, manche de la Tournée des quatre tremplins, il se classe troisième et monte ainsi son premier et unique podium dans la Coupe du monde.
En 1982, il prend part aux Championnats du monde à Oslo, terminant 20e. À l'issue de cette saison, il prend sa retraite internationale.

## Palmarès

### Championnats du monde
| Édition / Épreuve  | Petit tremplin | Grand tremplin | Par équipes |
| ------------------ | -------------- | -------------- | ----------- |
| Mondiaux 1982 Oslo | 20e            |                |             |

### Coupe du monde
- Meilleur classement général : 29e en 1982.
- 1 podium individuel : 1 troisième place.